# آغاوناوانک، تاووش
آغاونادزور (به ارمنی: Աղավնավանք) روستایی در ارمنستان است که در استان تاووش واقع شده‌است. آغاوناوانک در ۳۲ کیلومتری جنوبغرب ایجوان، مرکز استان تاووش واقع شده است. آغاونادزور در دهه ۱۹۵۰ بنیانگذاری شده است.

## خصوصیات
آغاوناوانک ۲۸۲ نفر جمعیت دارد و در ارتفاع ۱۱۰۰ متر بالاتر از سطح دریا قرار گرفته است.